# Don Lockstead
Pour les articles homonymes, voir Lockstead.
Donald Frederick Lockstead (21 novembre 1931-13 avril 1998) est un homme politique canadienne de la Colombie-Britannique. Il est député provincial néo-démocrate de la circonscription britanno-colombienne de Mackenzie de 1972 à 1986.

## Biographie
Né à Leduc en Alberta, Lockstead sert comme maire de Powell River en Colombie-Britannique.
Lockstead meurt à Powell River en avril 1998 à l'âge de 66 ans. Il est inhumé au Powell River Cemetery.